# Kohani
Kohani (ukránul: Кохани) falu Ukrajna Herszoni területén, a Hola Prisztany-i járásban. Közigazgatásilag Hola Prisztany községhez tartozik. Lakossága a 2001-es népszámlálás idején 348 fő volt. Ebből 95%-nak ukrán, közel 5%-nak orosz az anyanyelve.